# Wilhelm Leberecht Götzinger

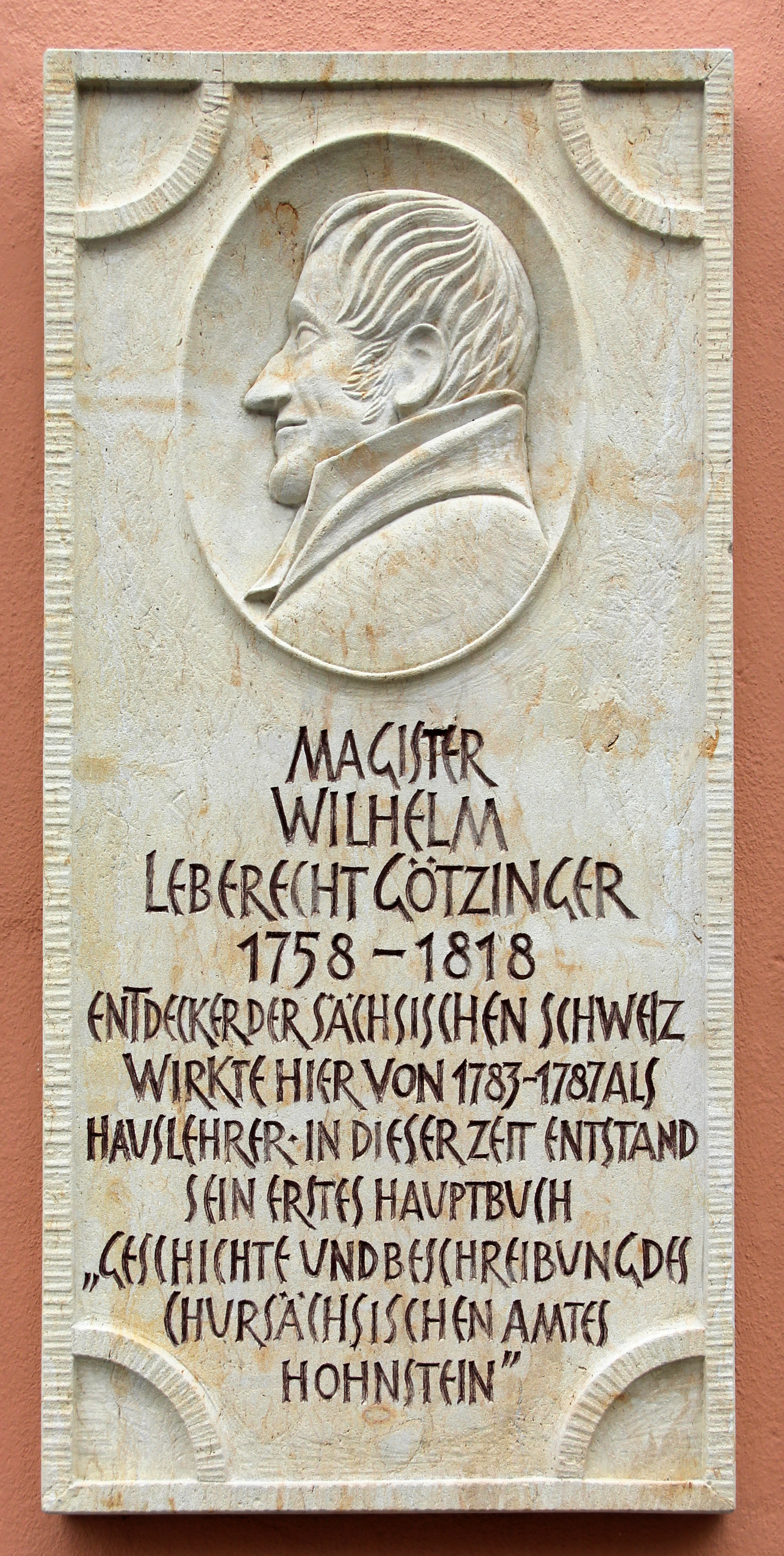
Gedenktafel für Wilhelm Leberecht Götzinger in Hohnstein (Sächsische Schweiz)

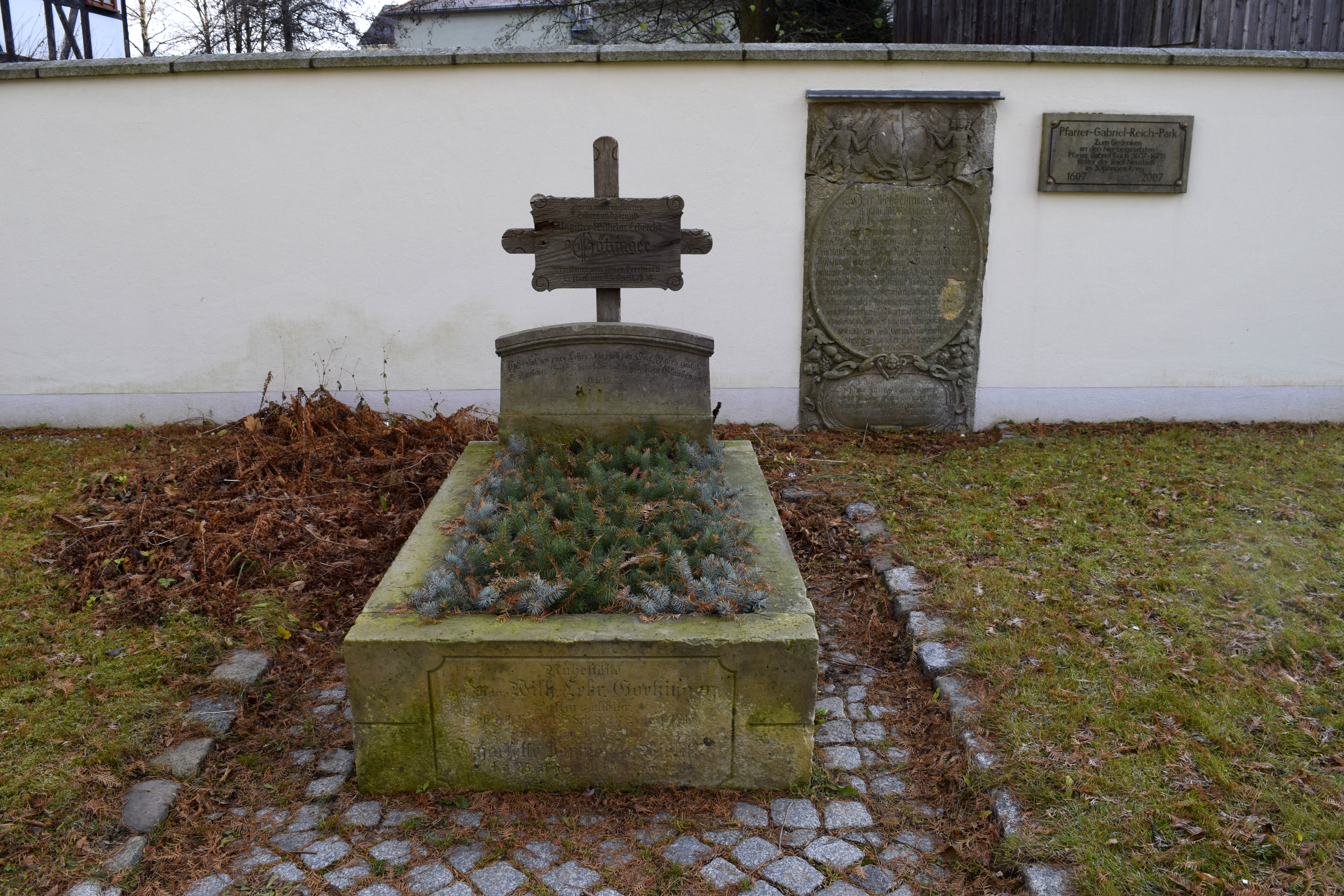
Grab von Wilhelm Leberecht Götzinger ca. 10 Meter östlich der St. Jacobi Stadtkirche direkt an der Mauer zum Pfarrhaus. Koordinaten: 51°01'35.4"N 14°12'51.4"E.

Wilhelm Leberecht Götzinger (* 1. September 1758 in Struppen; † 23. April 1818 in Neustadt in Sachsen) war ein deutscher lutherischer Theologe, Autor und gilt als Erschließer der Sächsischen Schweiz.

## Leben und Wirken

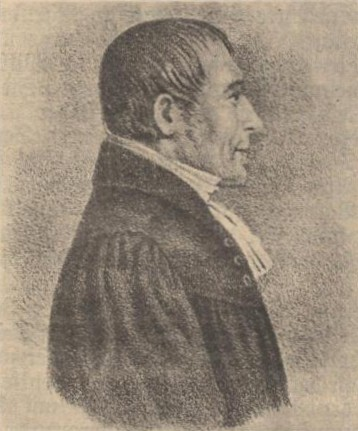
Wilhelm Leberecht Götzinger

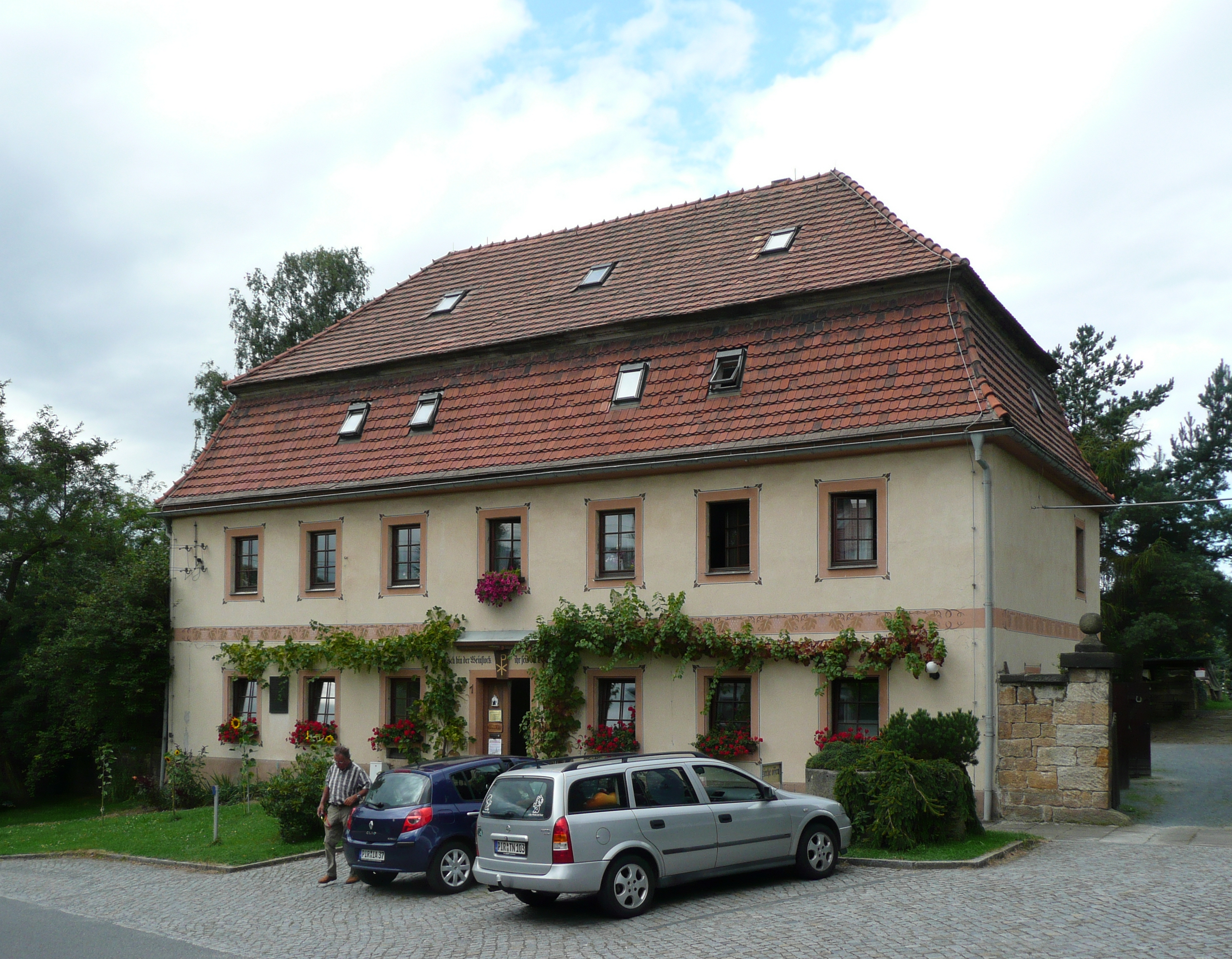
Pfarrhaus in Struppen, Geburtshaus von Wilhelm Leberecht Götzinger

### Jugend, Kindheit und Studium
Götzinger wurde als Sohn des Struppener Pfarrers Johann Karl Götzinger und seiner Frau Christiane Friedericka, geb. Gollmitz, einer Pfarrerstochter, geboren. Väterlicherseits waren seine Vorfahren bereits seit mehreren Generationen Pfarrer. Götzinger verbrachte seine ersten Kindheitsjahre in Struppen und unternahm bereits als Kind erste Wanderungen in die Umgebung seines Heimatdorfes. Der Vater erteilte ihm früh Privatunterricht und weckte das Interesse des Jungen an geistiger Bildung und der Natur.
1766 zog die Familie nach Sebnitz, da der Vater dort eine Stelle als Pfarrer in der Stadtkirche antrat. Götzinger verlebte seine weiteren Kinder- und Jugendjahre in der Kleinstadt am Rande der Sächsischen Schweiz. Der Privatunterricht wurde vom örtlichen Rektor und vom Kantor fortgeführt. Im Alter von 14 Jahren schickte der Vater Götzinger zur weiteren Ausbildung an die Stadtschule von Pirna. Daneben erhielt er weiter Privatstunden von Johann Theophil Lessing, einem Bruder von Gotthold Ephraim Lessing, der als Konrektor an der Pirnaer Schule wirkte. Die Schulausbildung endete 1776. Seit dem 1. Juli 1776 studierte Götzinger an der Universität Wittenberg, wo er sich am 30. April 1779 den akademischen Grad eines Magisters der Philosophie erwarb und nebenher theologische Studien betrieb.

### Arbeitsstellen und Wanderungen
Da nach dem Studienende keine Aussicht auf eine freie Pfarrstelle bestand, zog Götzinger wieder zu seinen Eltern nach Sebnitz. Hier vertrat er den Vater und weitere Pfarrer in den umliegenden Orten. In seiner freien Zeit betrieb Götzinger naturwissenschaftliche und mineralogische Studien und begann mit der Abfassung einer Chronik über Sebnitz samt seinen eingepfarrten Gemeinden. Beim Abfassen dieser Handschrift, die bis 1783 fertiggestellt wurde, wanderte Götzinger oftmals auch mit ortskundigen Führern in der Umgebung von Sebnitz.
Zwischen 1783 und 1787 war Götzinger Hauslehrer in Hohnstein. Zu seinen Schülern zählten die Kinder des Amtsinspektors und Försters. Durch die Tätigkeit als Hauslehrer bekam Götzinger auch einen Einblick in die Vetternwirtschaft, die damals in der Stadt- und Amtsverwaltung herrschte. Er war laut eigenen Tagebuchaussagen angewidert von der Arroganz und dem Hochmut seiner Arbeitgeber und deren Bekannten und suchte Abwechslung und Erholung bei Spaziergängen und Wanderungen in der Sächsischen Schweiz. Seine Beobachtungen fasste er in einer Beschreibung des Doppelamtes Hohnstein-Lohmen zusammen, welches weite Teile der rechtselbischen Sächsischen Schweiz umfasste. Das Manuskript wurde unter dem Titel Geschichte und Beschreibung des Chursächsischen Amts Hohnstein mit Lohmen: insbesondere der unter dieses Amt gehörigen Stadt Sebniz 1786 als Buch veröffentlicht.

### Ehe und erste eigene Pfarrstelle
Bereits während der Arbeit an diesem Buch hatte Götzinger 1784 Charlotte Bielitz kennengelernt, die er am 28. Januar 1788 heiratete. Aus der Ehe gingen sieben Kinder hervor.

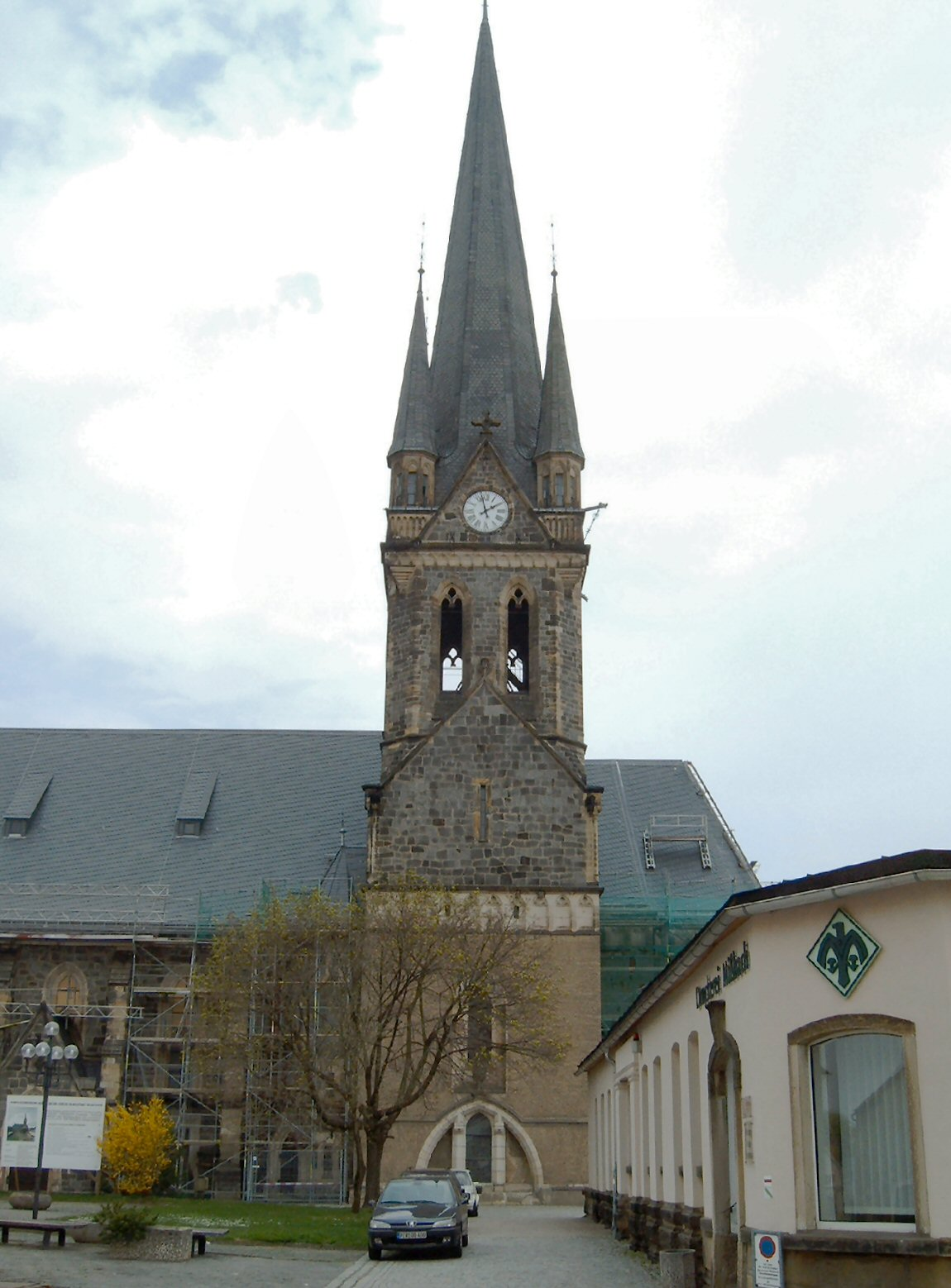
St.-Jacobi-Kirche in Neustadt

1787 trat Götzinger eine Stelle als Diakon an der St.-Jacobi-Kirche in Neustadt an. Nach 24 Dienstjahren wurde er 1811 zum Gemeindepfarrer gewählt. Als Prediger wurde Götzinger sowohl von seiner Gemeinde als auch von seinen Vorgesetzten geschätzt.
Währenddessen setzte Götzinger die begonnenen naturwissenschaftlichen und mineralogischen Studien fort. Dabei nahm er seine Kinder und deren Mitschüler frühzeitig auf Wanderungen und Ausflüge in die Sächsische Schweiz mit. Diese Ausflüge waren im Vergleich zu heute wesentlich anstrengender, da die Sächsische Schweiz noch nicht als Wandergebiet erschlossen war und ein entsprechendes Wegenetz fehlte. Als Mineraliensammler begann Götzinger 1798 einen Briefwechsel mit Abraham Gottlob Werner, den er auch mehrfach an der Bergakademie Freiberg besuchte. Der Briefwechsel hielt bis zum Tode Werners 1817 an. Götzingers Mineraliensammlung war überregional viel beachtet, ihr Wert wurde bereits zu Lebzeiten auf mehrere tausend Taler geschätzt. Im Streit zwischen den Neptunisten und Vulkanisten vertrat Götzinger im Gegensatz zu dem von ihm verehrten Werner den Standpunkt der Vulkanisten.

### Schandau und seine Umgebungen
1804 erschien Götzingers zweites Buch und Hauptwerk Schandau und seine Umgebungen oder Beschreibung der sogenannten Sächsischen Schweiz. Das Buch basierte auf ausgedehnten Wanderungen und enthielt nicht nur eine Reisebeschreibung, sondern schilderte auch in anschaulicher Weise Fakten über die Geschichte, Flora, Fauna, Topographie und Geologie der Sächsischen Schweiz und angrenzender Randgebiete. Fehlende eigene Fachkenntnisse ergänzte Götzinger durch das Heranziehen von Spezialisten, die ihm z. B. bei der Benennung von Pflanzen und Insekten halfen. Nach der Veröffentlichung arbeitete Götzinger kontinuierlich an einer Fortschreibung seines Hauptwerkes, das 1812 bereits in einer um 150 Seiten erweiterten zweiten Auflage erschien.

## Familie
Nach dem Tod seiner ersten Frau 1811 heiratete Götzinger 1813 die Pfarrerswitwe Sophie Caroline Brahtz, wohl zur Versorgung seiner Kinder. Diese Ehe blieb kinderlos. Sein Sohn Max Wilhelm Götzinger erlangte als Sprachforscher ebenfalls Bedeutung, sowie dessen Enkel, der Geologe Karl Götzinger. Einer seiner Urenkel war der Pharmakologe Arthur Heffter.

## Nachwirkung
Wilhelm Leberecht Götzinger zählt zu den Erschließern der Sächsischen Schweiz. Ihm kommt das Verdienst zu, die ersten umfassenden Beschreibungen über die Region und teils auch über ihre Randgebiete verfasst zu haben. Im Gegensatz zu einer Reihe weiterer Reiseführer und Reisebeschreibungen, die u. a. von Carl Heinrich Nicolai, Karl August Engelhardt und Philipp Veith ebenfalls an der Wende vom 18. zum 19. Jahrhundert erschienen, zeichnen sich Götzingers Werke durch umfangreiche heimatkundliche und heimatgeschichtliche Darstellungen aus, die sowohl auf Archiv- und Quellenauswertungen als auch auf intensiven eigenen Beobachtungen basieren. Götzingers Werke wurden bereits zu Lebzeiten als beachtliche heimatkundliche Beiträge gewertet. Sie leisteten einen wesentlichen Beitrag zum Bekanntwerden der Sächsischen Schweiz und legten somit den Grundstein für eine touristische Entwicklung der Region.
Zu Ehren Götzingers wurde die Götzingerhöhe (424 m über HN), ein beliebtes Ausflugsziel am Stadtrand von Neustadt, benannt. Die Diebshöhle am Kleinen Bärenstein bei Thürmsdorf (Sächsischer Höhlenkataster Nr. PW-15) wurde in Götzingerhöhle umbenannt und erhielt eine Gedenktafel. Im Schindergraben bei Hohnstein befindet sich ein Götzinger-Relief. Im Gedenkjahr 2008 jährte sich sein Geburtstag zum 250. Mal, sein Todestag zum 190. Mal. Die verschiedenen Orte seines Wirkens in der Sächsischen Schweiz (Bad Schandau, Neustadt, Sebnitz, Hohnstein) boten öffentliche Veranstaltungen an.

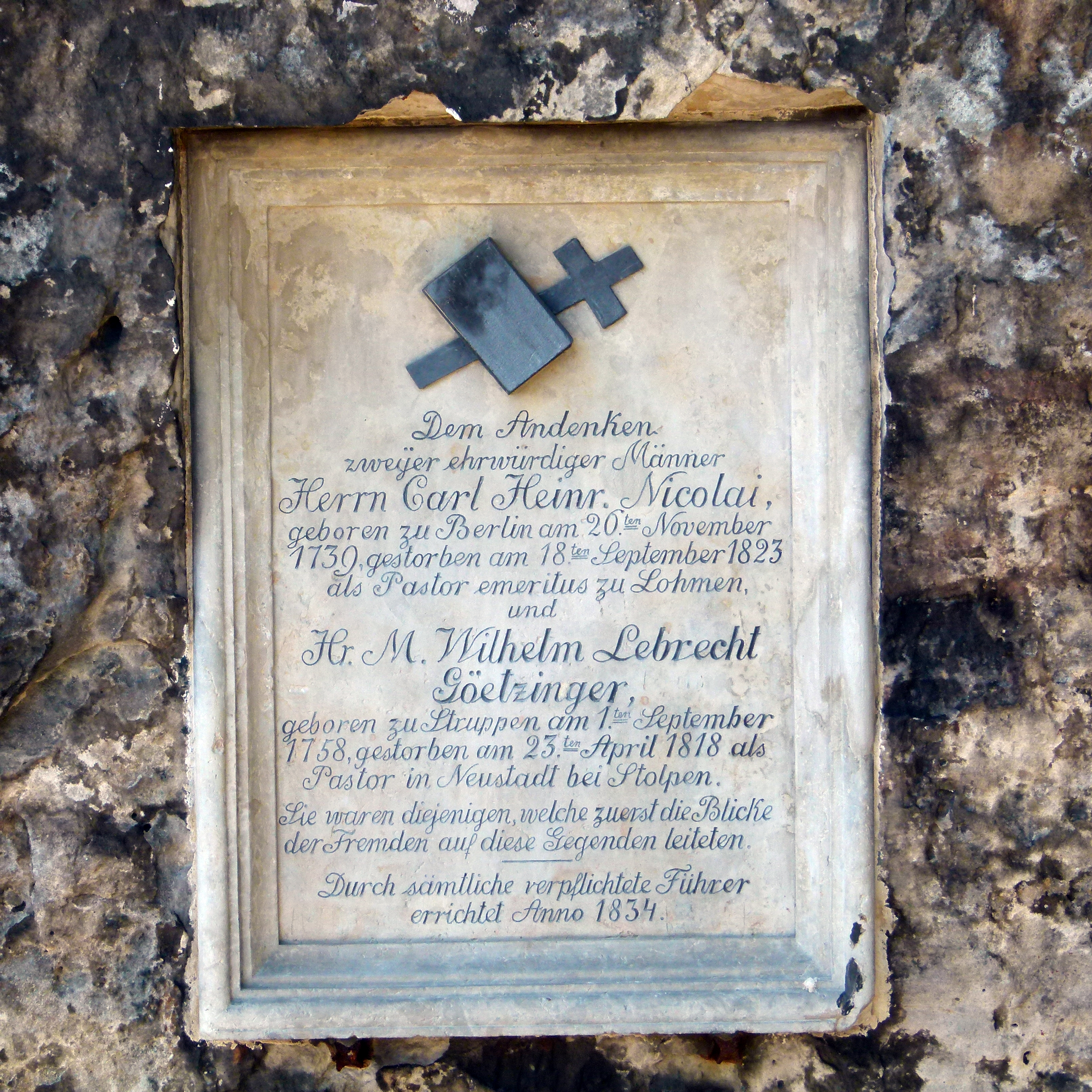
Gedenktafel für Götzinger und Carl Heinrich Nicolai an der Basteibrücke
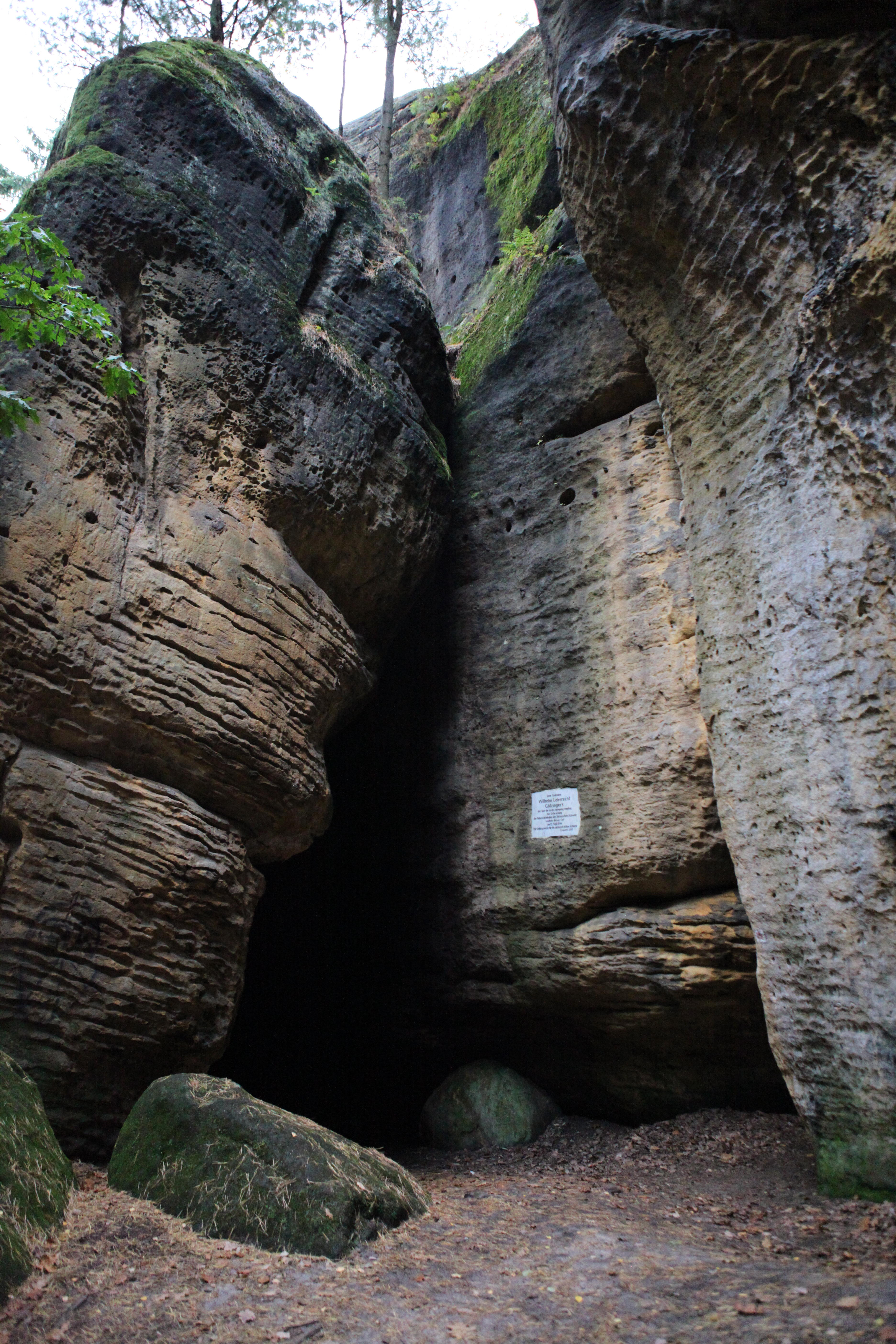
Gedenktafel an der Götzingerhöhle am Kleinen Bärenstein
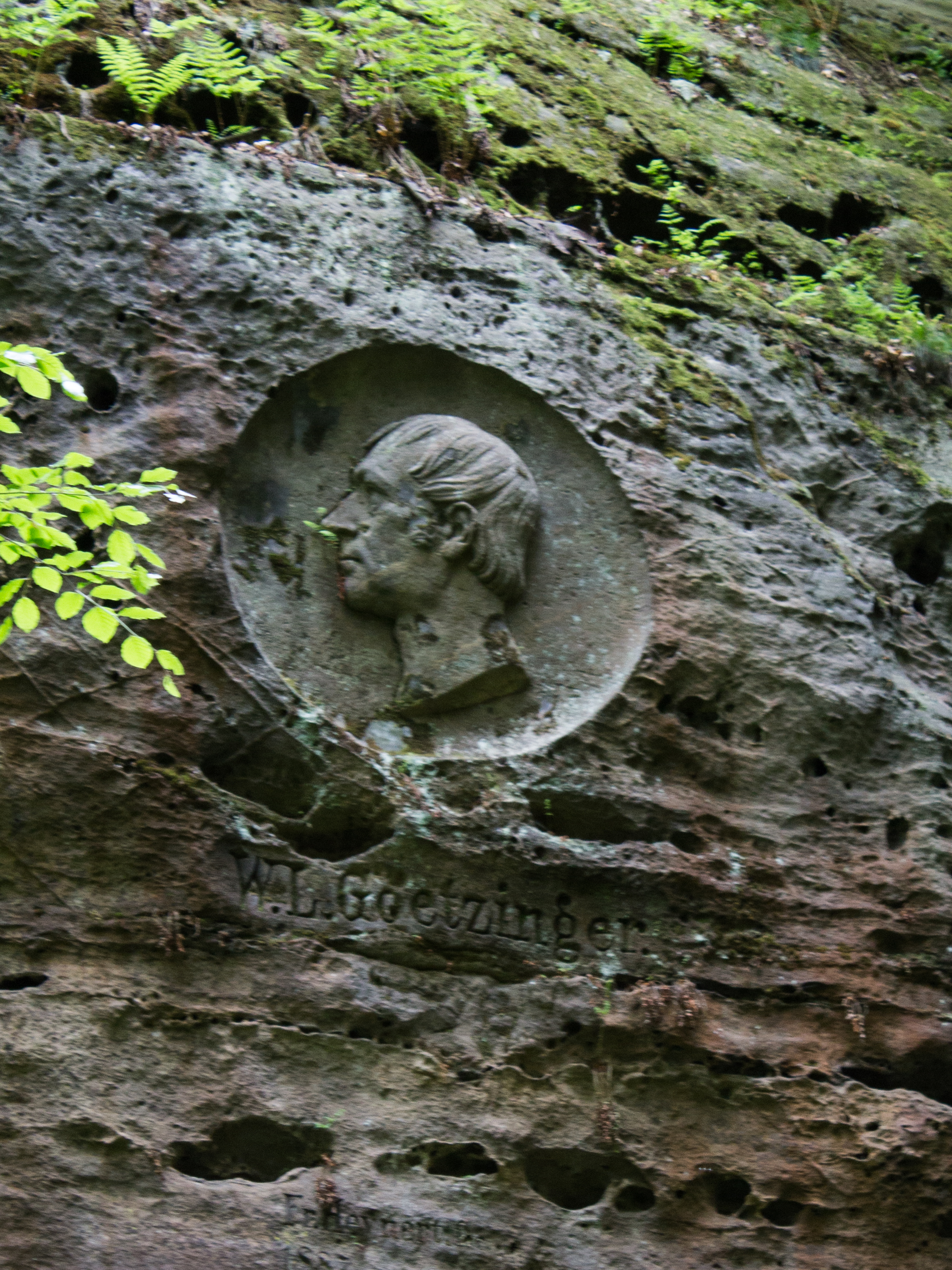
Relief im Schindergraben bei Hohnstein
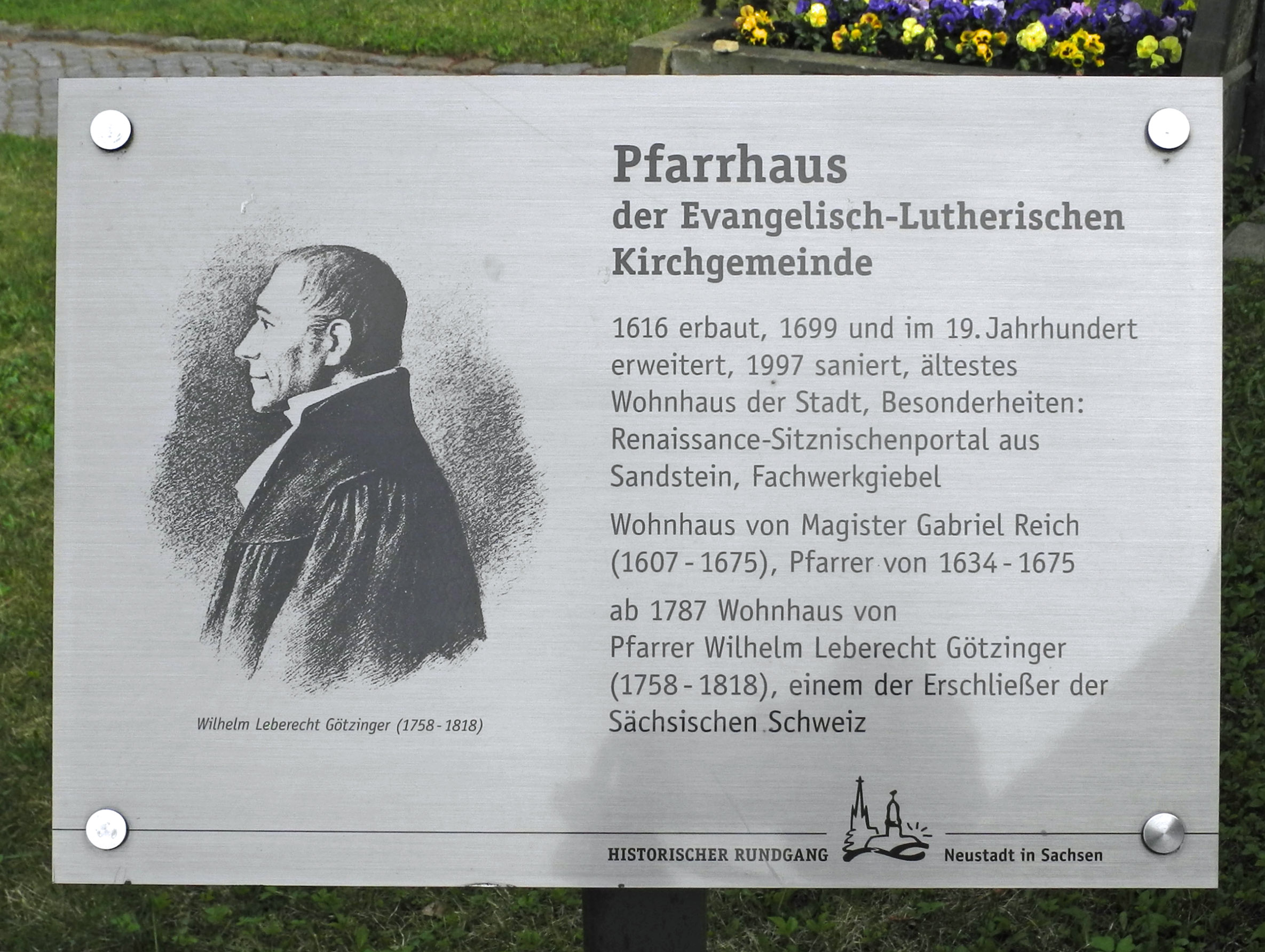
Gedenktafel am Pfarrhaus in Neustadt
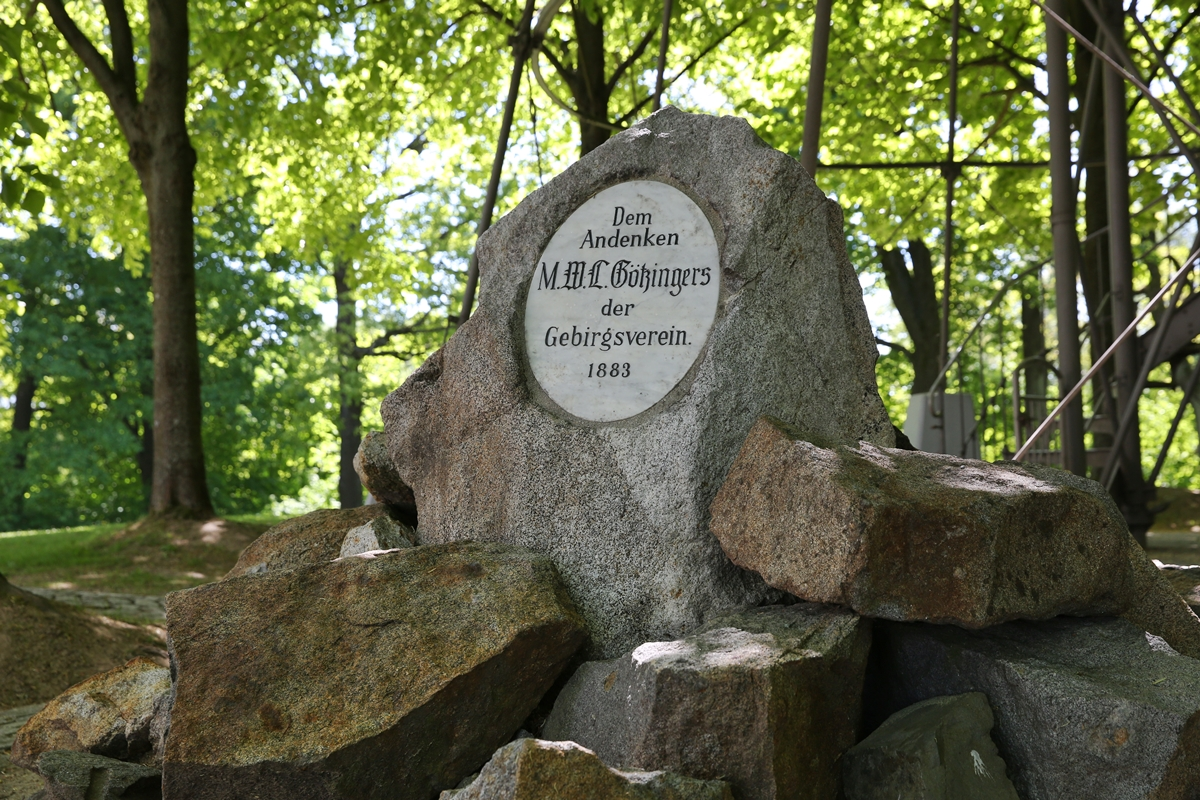
Gedenkstein auf der Götzingerhöhe

## Schriften und Karten
- Geschichte und Beschreibung des Chursächsischen Amts Hohnstein mit Lohmen, insbesondere der unter dieses Amt gehörigen Stadt Sebniz, Freiberg 1786 (Reprint Sebnitz 1987) (Digitalisat)
- Schandau und seine Umgebungen oder Beschreibung der sogenannten Sächsischen Schweiz, Bautzen 1804 (Digitalisat)
- Schandau und seine Umgebungen oder Beschreibung der sogenannten Sächsischen Schweiz mit Topo- und Petrographische Reisekarte durch die Sächsische Schweiz und umliegende Gegend, Dresden 1812 (Reprint Verlag der Kunst Dresden, 2. Aufl. Husum 2008, ISBN 978-3-86530-108-6) (Digitalisat), (Digitalisat der Reisekarte)
- Predigten für Stadt und Landfamilien über alle Sonn und Festtage des Jahres. 2. Bd. Leipzig 1810 und 1811, 2. Auflage Leipzig 1818
- Das Schandauer Mineralbad. In: Gemeinnützige Beiträge. Dresden, 1812, Nr. 20, 22, 30, 50 und 51

## Hörbücher
- W. L. Götzinger: Beschreibung der sogenannten Sächsischen Schweiz, gesprochen von Frank-Alexander Kunz und Katrin Martin, Unterlauf & Zschiedrich Hörbuchverlag 2008, ISBN 978-3-934384-36-1.